# 馬路温泉
馬路温泉（うまじおんせん）は、高知県安芸郡馬路村にある温泉。周辺は公園として整備されている。

## 泉質
- ナトリウム-炭酸水素塩・塩化物泉（低張性弱アルカリ性冷鉱泉）
  - 泉温　17.8℃

## 温泉地
馬路村の中心部を流れる安田川沿いに、日帰り温泉施設と宿泊施設を兼ねた一軒宿「コミュニティセンターうまじ　馬路温泉」が存在する。
近くには高知県を走っていた貨物列車「魚梁瀬森林鉄道」が展示されている。馬路名産の柚子飲料「ごっくん馬路村」も施設内で販売している。

## 歴史
- 1979年（昭和54年）- 開湯。

## アクセス
- 土佐くろしお鉄道ごめん・なはり線安田駅より車で30分

- 高知市内から国道55号を安芸・室戸方面に約51km、1時間20分で安田町へ。安田町から県道12号安田東洋線を約20km。